# Троицкий (Орловский район)
Троицкий — хутор в Орловском районе Ростовской области России.
Входит в состав Каменно-Балковского сельского поселения.

## География
На хуторе имеется одна улица — Песчаная.

## Население
| 2010 |
| ---- |
| 6    |